# Bigbury
Bigbury est un village et une paroisse civile du district de South Hams dans le Devon, dans l'Angleterre du Sud-Ouest.
Le village compte 500 habitants en 2011, contre 582 en 2001 et 260 en 1901. Le village est situé sur la côte sud de l'Angleterre, près de l'estuaire de l'Avon. Il est limitrophe de Ringmore, Modbury et Aveton Gifford et, sur la rive opposée de l'estuaire, Thurlestone.

## Histoire
En 1086, la paroisse est enregistrée sous le nom de Bicheberie dans l'ancien hundred d'Alleriga. Lorsque le hundred d'Alleriga a été divisé, la paroisse de Bigbury a été intégrée au hundred d'Ermington (en).
L'église de Bigbury, dédiée à St Lawrence, date en partie du début du XIVe siècle et a été en partie reconstruite par l'architecte J. D. Sedding (en) en 1872. Hormis le clocher occidental surmonté d'une flèche, très peu de choses sont manifestement médiévales. Les deux plaques de cuivre commémoratives (en) datent du début du XVe siècle. Les fonts baptismaux, la sedilia et la piscine datent du début du XIVe siècle, tandis que le lutrin et la chaire datent du siècle suivant. Le lutrin et la chaire ont été déplacés de l'église d'Ashburton ; le lutrin est attribué à Thomas Prideaux et l'on pense qu'il s'agit d'un don de l'évêque d'Exeter vers 1510-15.

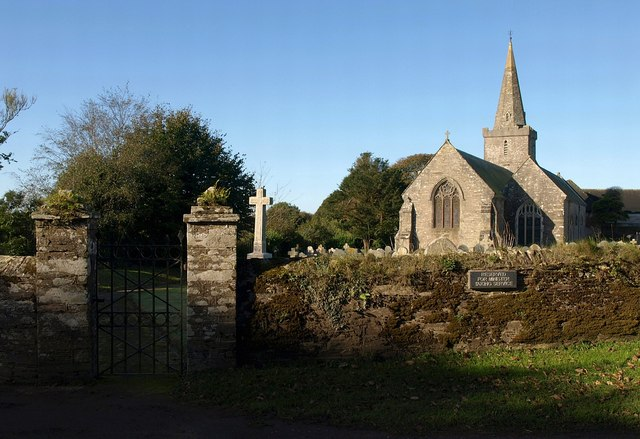
St. Lawrence's church.
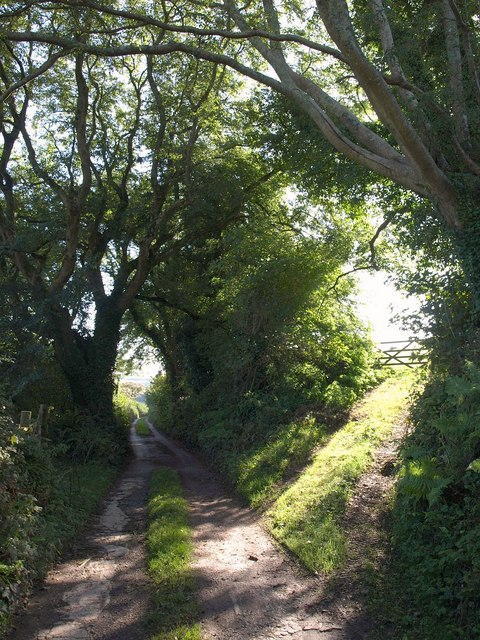
Avon Estuary Walk.